# Taraji P. Henson
Taraji Penda Henson (Washington D.C., 11 september 1970) is een Amerikaans televisie- en filmactrice. Ze werd in 2009 genomineerd voor onder meer een Academy Award voor haar bijrol in The Curious Case of Benjamin Button. Haar bijrol in Talk to Me (2007) leverde haar eerder een nominatie voor een Satellite Award op. In 2019 kreeg ze een ster op de Hollywood Walk of Fame.
Henson kreeg in 1995 een zoon. Diens vader William Lamar Johnson overleed in 2004.

## Filmografie
*Exclusief televisiefilms
- Minions: The Rise of Gru (2022, stem)
- Muppets Haunted Mansion (2021)
- Coffee & Kareem (2020)
- The Best of Enemies (2019)
- What Men Want (2019)
- Ralph Breaks the Internet (2018, stem)
- Acrimony (2018)
- Proud Mary (2018)
- Hidden Figures (2016)
- No Good Deed (2014)
- Top Five (2014)
- Think Like a Man Too (2014)
- From the Rough (2013)
- Think Like a Man (2012)
- Larry Crowne (2011)
- The Good Doctor (2011)
- Peep World (2010)
- The Karate Kid (2010)
- Once Fallen (2010)
- Date Night (2010)
- Hurricane Season (2009)
- I Can Do Bad All by Myself (2009)
- Not Easily Broken (2009)
- The Curious Case of Benjamin Button (2008)
- The Family That Preys (2008)
- Talk to Me (2007)
- Smokin' Aces (2006)
- Something New (2006)
- Animal (2005)
- Four Brothers (2005)
- Hustle & Flow (2005)
- Hair Show (2004)
- Baby Boy (2001)
- All or Nothing (2001)
- The Adventures of Rocky & Bullwinkle (2000)
- Streetwise (1998)

## Televisieseries
*Exclusief eenmalige gastrollen
- Empire - Cookie Lyon (2015-2020, 102 afleveringen)
- Person of Interest - Detective Joss Carter (2011-2013, 54 afleveringen)
- Eli Stone - Angela Scott (2008, drie afleveringen)
- Boston Legal - Whitney Rome (2007-2008, zeventien afleveringen)
- The Division - Inspector Raina Washington (2003-2004, veertien afleveringen)
- Felicity - Kunststudente (1998-1999, twee afleveringen)
- Smart Guy - Monique (1997-1998, drie afleveringen)
- ER - Elan (1998, twee afleveringen)